# Seznam kulturních památek v Rozvadově
Tento seznam nemovitých kulturních památek v obci Rozvadov v okrese Tachov vychází z  Ústředního seznamu kulturních památek ČR, který na základě zákona č. 20/1987 Sb., o státní památkové péči, vede Národní památkový ústav jako ústřední organizace státní památkové péče. Údaje jsou průběžně upřesňovány, přesto mohou obsahovat i řadu věcných a formálních chyb a nepřesností či být neaktuální. 
Pokud byly některé části dotčeného území vyčleněny do samostatných seznamů, měly by být odkazy na tyto dílčí seznamy uvedeny v úvodu tohoto seznamu nebo v úvodu příslušné sekce seznamu.

## Rozvadov
| Památka                   | Fotografie        | Rejstříkové číslo v ÚSKP                                                             | Sídelní útvar                                               | Poloha                                                                                                   | Popis a poznámky |
| ------------------------- | ----------------- | ------------------------------------------------------------------------------------ | ----------------------------------------------------------- | --- | --- |
| Tillyho šance (Q38092569) | \| \| \| \| \| \| | 11982/4-5093 Pam. katalog MIS                                                        | Rozvadov                                                    | mezi Rozvadovem a Waidhausem, pp. 193/1–2, 1309/2, 1352/2, 1468/17 49°40′8,67″ s. š., 12°32′33,57″ v. d. | Polní opevnění třicetileté války - Tillyho šance, zřícenina a archeologické stopy. Svým rozsahem a stupněm dochování unikátní polní opevnění z třicetileté války z roku 1621, kdy se zde opevnil Tilly proti případnému vpádu Mansfelda, jež se opevnil za hranicemi po svém ústupu z Čech. Odehrálo se tu několik střetnutí. Liniové opevnění v směru severozápad–jihovýchod, linie se dvakrát lomí. Vnější linie přetnutá dnešní silnicí z Rozvadova ke státní hranici. Val vnější linie je vysoký asi 1,5 m, příkop široký do 1,5 m a hluboký asi kolem 0,5 m. 10–20 m od této vnější linie je vnitřní tvořená opět příkopem a valem, již menších rozměrů. Hlavní část opevnění se nacházela na vrchu Nad rašelinami jihozápadně od Rozvadova, kde je na vrcholku dochováno výrazné opevnění ve tvaru reduty 60 x 60 m s trojhranným bastionem na jihozápadní straně a dvěma polygonálními na severozápadní a jihovýchodní straně. Reduta je obklopena příkopem, její jihozápadní část vnitřní plochy je snížena oproti z ní vybíhajícímu trojhrannému bastionu a zbylé části vnitřní plochy. Tento fortifikační útvar převyšuje okolní terén o asi 5 m. Památkově chráněno od 8. dubna 1997. |
|                           |                   | Hledat fotografie a kategorie ve Wikimedia Commons podle rejstříkového čísla památky | Nahrát snímek k tomuto tématu do úložiště Wikimedia Commons | | |

## Diana
| Památka                 | Fotografie                                                | Rejstříkové číslo v ÚSKP                                                             | Sídelní útvar                                               | Poloha                                             | Popis a poznámky |
| ----------------------- | --------------------------------------------------------- | ------------------------------------------------------------------------------------ | ----------------------------------------------------------- | -------------------------------------------------- | --- |
| Zámek Diana (Q31731644) | \| \| \| \| \| \|                                         | 41888/4-1887 Pam. katalog MIS                                                        | Diana                                                       | Diana 1, 10 49°37′45,84″ s. š., 12°35′45,24″ v. d. | Areál barokního loveckého zámečku situovaný při osadě Diana v hlubokých lesích nedaleko Rozvadova. - zámek čp. 1 - správní budova čp. 10 - park - obelisk, pp. 1647 Památka zasahuje též na pp. 2757/1 v k. ú. Nová Ves pod Přimdou. Památkově chráněno od 25. května 1964. |
|                         | Kategorie „Castle Diana (Rozvadov) “ na Wikimedia Commons | Hledat fotografie a kategorie ve Wikimedia Commons podle rejstříkového čísla památky | Nahrát snímek k tomuto tématu do úložiště Wikimedia Commons |                                                    | |

## Nové Domky
| Památka                                   | Fotografie                                                                          | Rejstříkové číslo v ÚSKP                                                             | Sídelní útvar                                               | Poloha                                       | Popis a poznámky |
| ----------------------------------------- | ----------------------------------------------------------------------------------- | ------------------------------------------------------------------------------------ | ----------------------------------------------------------- | -------------------------------------------- | --- |
| Kostel Navštívení Panny Marie (Q18249494) | \| \| \| \| \| \|                                                                   | 106567 Pam. katalog MIS                                                              | Nové Domky                                                  | st. 1 49°41′14,04″ s. š., 12°32′28,86″ v. d. | Kostel je ojedinělým příkladem novostavby v empirovém slohu. Po válce byl používán jako stáj a skladiště. Vnitřní zařízení bylo úplně zničeno úplně a v současnosti je v havarijním stavu. Jednolodní volně stojící zděný omítaný kostel nad podélným půdorysem orientovaným ve směru jihovýchod–severozápad. Hmota kostela sestává z lodi nad obdélným půdorysem, ke které je na severozápadní straně připojena hranolová věž a na jihovýchodní straně poměrně krátký presbytář zakončený třemi stranami pravidelného osmiúhelníku, k presbytáři z jihovýchodu ještě připojena sakristie nad mírně obdélným půdorysem. Objektu chyběly střechy, pouze nad sakristií byla v roce 2019 postavena nová střecha. Střecha věže byla jehlancová s výraznými námětky, krytá falcovaným plechem na plné bednění, hrotnici ukončovala plechová makovice vrcholící latinským křížem zakončeným trojlisty; střecha lodi byla sedlová pokrytá eternitovými šablonami položenými na dřevěný šindel; střecha nad presbytářem byla nižší než u lodi, sedlová s polygonální valbou, pokrytá eternitovými šablonami položenými na dřevěný šindel. Střecha nad sakristií byla obnovena do podoby před destrukcí, tzn. sedlová střecha ukončená valbou, pokrytá eternitovými šablonami. Probíhající postupná obnova střech je podporovaná příspěvky z Česko-německého fondu budoucnosti. Poznámka: V roce 2007 a poté znovu v roce 2015 navrženo na památkovou ochranu, v roce 2017 byl návrh rozhodnutím odmítnut s odvoláním na špatný stav kostela a ztrátu autenticity v případě jeho opravy. V březnu 2020 byl kostel navržen na památkovou ochranu znovu a návrhu bylo tentokrát za méně než půl roku vyhověno. Památkově chráněno od 24. září 2020. |
|                                           | Kategorie „Church of the Visitation of Our Lady (Nové Domky) “ na Wikimedia Commons | Hledat fotografie a kategorie ve Wikimedia Commons podle rejstříkového čísla památky | Nahrát snímek k tomuto tématu do úložiště Wikimedia Commons |                                              | |

## Svatá Kateřina
|  | Kategorie „Church of Saint Catherine in Svatá Kateřina (Rozvadov) “ na Wikimedia Commons | Hledat fotografie a kategorie ve Wikimedia Commons podle rejstříkového čísla památky | Nahrát snímek k tomuto tématu do úložiště Wikimedia Commons |  |

|  |  | Hledat fotografie a kategorie ve Wikimedia Commons podle rejstříkového čísla památky | Nahrát snímek k tomuto tématu do úložiště Wikimedia Commons |  |

|  |  | Hledat fotografie a kategorie ve Wikimedia Commons podle rejstříkového čísla památky | Nahrát snímek k tomuto tématu do úložiště Wikimedia Commons |  |